# P.S. I Love You (filme)
P.S. I Love You (Brasil: P.S. Eu Te Amo / Portugal: P.S. I Love You) é um filme de drama romântico norte-americano de 2007 escrito e dirigido por Richard LaGravenese e baseado no livro homônimo escrito pela irlandesa Cecelia Ahern. O filme é dedicado à memória da irmã da produtora Molly Smith Windland Smith Rice.

## Sinopse
Holly Kennedy é uma jovem bonita e feliz, porém não se sente realizada em seu trabalho. Casou-se com o homem de sua vida, o divertido e apaixonado Gerry. Mas ele fica doente e morre, deixando Holly em estado de choque. Antes de falecer, Gerry deixa para a esposa uma série de cartas. Mensagens que surgem de forma surpreendente, sempre assinadas da mesma forma: "P.S. Eu te amo". A mãe de Holly e as melhores amigas dela, Sharon e Denise, estão preocupadas porque as cartas mantém a jovem presa ao passado. Mas o fato é que as cartas estão ajudando a aliviar sua dor e guiá-la a uma nova vida.

## Elenco
| Ator                | Papel                     |
| ------------------- | ------------------------- |
| Hilary Swank        | Holly Kennedy             |
| Gerard Butler       | Gerry Kennedy             |
| Gina Gershon        | Sharon McCarthy           |
| Lisa Kudrow         | Denise Hennessey          |
| James Marsters      | John McCarthy             |
| Kathy Bates         | Patricia Rawley           |
| Harry Connick Jr    | Daniel Connelly           |
| Nellie McKay        | Ciara                     |
| Jeffrey Dean Morgan | William "Billy" Gallagher |
| Dean Winters        | Tom                       |
| Anne Kent           | Rose Kennedy              |
| Brian McGrath       | Martin Kennedy            |
| Sherie Rene Scott   | Barbara                   |
| Susan Blackwell     | Vicky                     |
| Michael Countryman  | Ted                       |
| Brian Munn          | Patsy                     |

## Produção
Em A Conversation with Cecilia Ahern, bônus do filme lançado em 2007, a autora do romance original discute a americanização da sua história - que foi criado na Irlanda - para a tela e sua satisfação com as mudanças de enredo que o roteirista/diretor Richard LaGravenese teve que fazer para montar o livro para a tela.
O filme foi rodado em locações em Nova Iorque e Condado de Wicklow, Irlanda. As filmagens ocorreram no segundo semestre de 2006.
Durante a realização da cena de striptease o suspensório de Gerard Butler atingiu a testa de Hilary Swank, fazendo com que a atriz fosse levada ao hospital.
A cantora Nancy Wilson da banda Heart ensinou o ator Jeffrey Dean Morgan a tocar guitarra em um curto espaço de tempo para o filme.
A personagem de Swank brinca que uma de suas opções de emprego era se tornar uma caçadora de vampiros. Ela atuou em 1992 na versão para os cinemas de Buffy the Vampire Slayer. Já o ator James Marsters participou da versão televisiva de Buffy, enquanto que Butler estrelou Drácula 2000.

## Recepção

### Crítica
No site agregador de críticas Rotten Tomatoes, 24% das 101 avaliações dos críticos são positivas.

### Bilheteria
O filme estreou em 2,454 telas na América do Norte e ganhou $6,481,221 e nº6 em sua semana de estreia. Ele eventualmente arrecadou $53,695,808 nas bilheterias norte-americanas e $91,370,273 no resto do mundo para uma bilheteria mundial total de $156,835,339.

### Prêmios
Hilary Swank ganhou o prêmio 2008 People's Choice Irish Film and Television Award de Melhor Atriz Internacional.

## Influência cultural
O diálogo entre os personagens de Connick e Swank inspirou a canção de 2011 de Reba McEntire "Somebody's Chelsea".

## Trilha sonora
| Música                           | Cantor(a)       |
| -------------------------------- | --------------- |
| Love You ‘Till the End           | The Pogues      |
| Same Mistake                     | James Blunt     |
| More Time                        | Needtobreathe   |
| Carousel                         | Laura Izibor    |
| Fortress                         | Hope            |
| Last Train Home                  | Ryan Star       |
| Rewind                           | Paolo Nutini    |
| My Sweet Song                    | Toby Lightman   |
| No Other Love                    | Chuck Prophet   |
| Everything We Had                | The Academy Is… |
| In the Beginning                 | The Stills      |
| If I Ever Leave This World Alive | Flogging Molly  |
| P.S. I love You                  | Nellie McKay    |
| Kisses And Cake                  | John Powell     |